# Hans Schwarzentrube
Hans Schwarzentrube (Suiza, 25 de marzo de 1929-23 de noviembre de 1982) fue un gimnasta artístico suizo, subcampeón olímpico en Helsinki 1952 en el concurso por equipos.

## Carrera deportiva
En los JJ. OO. celebrados en Helsinki en 1952 consiguió la plata en equipos —tras la Unión Soviética y delante de Finlandia— siendo sus compañeros de equipo: Hans Eugster, Ernst Gebendinger, Jack Günthard, Ernst Fivian, Josef Stalder, Melchior Thalmann y Jean Tschabold.